# 11356 Chuckjones
11356 Chuckjones eller 1997 YA är en asteroid i huvudbältet som upptäcktes den 18 december 1997 av den australiensiske astronomen Frank B. Zoltowski i Woomera. Den är uppkallad efter den amerikanske animatören Chuck Jones.
Asteroiden har en diameter på ungefär 9 kilometer och den tillhör asteroidgruppen Eos.